# Vernissage
Een vernissage is de feestelijke opening van een kunsttentoonstelling, doorgaans in aanwezigheid van de kunstenaar(s).
Het woord is afgeleid van het Franse vernis, wat ook het Nederlandse woord is. Het slaat op de voormalige gewoonte van kunstenaars om tijdens de opening van de tentoonstelling de laatste hand aan hun werk te leggen door het aanbrengen van de laatste laag vernis.
De vernissage is, naast de officiële opening van een tentoonstelling, vaak ook een sociale gebeurtenis waar bezoekers naartoe gaan om gezien te worden en om in informele sfeer met de kunstenaar te praten over diens werk. Ook critici en pers kunnen hierbij worden uitgenodigd.
De term finissage is ontstaan om de ceremoniële afsluiting van een tentoonstelling aan te duiden.